# Kazuko Kadoya
Kazuko Kadoya (門屋加壽子?, Kadoya Kazuko; Matsuyama, 7 ottobre 1953) è un'ex cestista giapponese.

## Carriera
Con il Giappone ha disputato i Giochi olimpici di Montréal 1976 e i Campionati mondiali del 1975.